# Joya (album)
Joya è il quinto album in studio del musicista statunitense Will Oldham, pubblicato nel 1997.

## Tracce
1. O Let It Be – 3:43
2. Antagonism – 5:18
3. New Gypsy – 3:13
4. Under What Was Oppression – 3:05
5. The Gator – 2:26
6. Open Your Heart – 3:27
7. Rider – 1:31
8. Be Still and Know God (Don't Be Shy) – 3:10
9. Apocolypse, No! – 3:44
10. I Am Still What I Meant to Be – 3:51
11. Bolden Boke Boy – 3:48
12. Idea and Deed – 3:13